# Sérgio Ferrara
Sérgio Mário Ferrara (Belo Horizonte, 29 de agosto de 1933 — Belo Horizonte, 31 de outubro de 2020) foi um contabilista, jornalista, bacharel em Direito e político brasileiro que foi eleito prefeito da capital mineira em 1985.

## Biografia
Filho de José Ernesto Ferrara e América Garzon Ferrara. Formou-se em Contabilidade pela Academia do Comércio de Belo Horizonte em 1952. Foi repórter esportivo do jornal O Diário e trabalhou a seguir na Rádio Inconfidência, ora como contador ora como cronista esportivo. A partir de sua filiação ao MDB desenvolveu uma atividade política e foi eleito vereador em Belo Horizonte nos pleitos de 1970 e 1972. Bacharel em Ciências Jurídicas e Sociais em 1975 pela Faculdade de Direito do Oeste de Minas em Divinópolis, foi eleito deputado estadual em 1974 e deputado federal em 1978 e 1982 quando já estava no PMDB. Em 1985 foi eleito prefeito de Belo Horizonte após reverter uma tendência desfavorável nas pesquisas de opinião. No exercício do cargo foi presidente da Associação Brasileira dos Prefeitos das Capitais. Eleito suplente de deputado federal em 1990 chegou a ser efetivado no mandato. Após passar pelo PDT foi candidato a prefeito de Belo Horizonte em 1992 pelo PMDB, não chegando ao segundo turno.
Morreu em 31 de outubro de 2020, aos 87 anos, em Belo Horizonte.